# آنچه فراموش کرد
آنچه فراموش کرد (انگلیسی: What He Forgot) یک فیلم کمدی صامت کوتاه به کارگردانی جرالد تی. هِـوِنـِر است که در سال ۱۹۱۵ منتشر شد. از بازیگران این فیلم می‌توان به اولیور هاردی و می هاتلی اشاره کرد.